# 江戸相撲安永7年3月場所
江戸相撲安永7年3月場所（えどすもうあんえい7ねん3がつばしょ）は、安永7年（1778年）3月に開催された江戸相撲（大相撲の前身）の本場所。興行場所は深川八幡神社。

## 概要
この場所から、1場所の興行日数が8日間から10日間に延びた。

## 幕内番付・星取表
| 東               | 東           | 東             | 番付      | 西               | 西              | 西               |
| 備考             | 成績         | 力士名         | 番付      | 力士名           | 成績            | 備考             |
| ---------------- | ------------ | -------------- | --------- | ---------------- | --------------- | ---------------- |
| 新大関（第57代） | 全休         | 絵島潟灘右エ門 | 大関      | 鳴澤音右エ門     | 6勝4休          | 新大関（第58代） |
|                  | 3勝6敗1預    | 鏡嶽増右エ門   | 関脇      | 谷風梶之助       | 9勝1休          |                  |
|                  | 5勝2敗3休    | 天津風定右エ門 | 小結      | 石見潟丈右エ門   | 4勝4敗1預1休    |                  |
|                  | 3勝3敗3預1休 | 虹ヶ嶽杣右エ門 | 前頭筆頭  | 十万ノ海捷右エ門 | 3勝2敗3預2休    |                  |
|                  | 4勝3敗1預2休 | 大石勘太夫     | 前頭2枚目 | 鏡川岨右エ門     | 1勝5敗1預3休    |                  |
|                  | 5勝1分4休    | 風師山龍右エ門 | 前頭3枚目 | 越ノ海勇藏       | 4勝1敗2分1預2休 |                  |
|                  | 5勝4敗1預    | 沖津風浪右エ門 | 前頭4枚目 | 黒岩川右エ門     | 1勝3敗6休       |                  |
|                  | 5勝4敗1分    | 苫ヶ嶋浦右エ門 | 前頭5枚目 | 鷲ヶ嶺武太夫     | 4敗6休          |                  |

## 備考
- この時代の江戸相撲においては優勝力士という概念は存在していないが、後に定められた優勝制度を遡って準用することができる。本場所においては、谷風が優勝相当となる。